# Rozchod koleje

Rozchod koleje

Rozchod koleje vyjadřuje vzdálenost mezi vnitřními hranami dvojice kolejnic, které tvoří kolej dráhy. Rozchodu koleje musí odpovídat rozchod kol, resp. železničního dvojkolí vozidla.
Rozchod se podle konvence měří 14 mm pod temenem kolejnice. Udává se v milimetrech, i když historicky používané hodnoty jmenovitých rozchodů vznikly většinou z měr v anglických jednotkách. Jmenovitý rozchod má kolej v přímém úseku trati a v obloucích větších poloměrů. V obloucích menších poloměrů (na normálněrozchodných tratích se to týká oblouků o poloměru 300 m a menších) bývá obvykle rozchod rozšířen, aby jimi snáze projely pojezdy železničních vozidel. Rozšíření se pohybuje od několika milimetrů do několika centimetrů – podle rozchodu koleje a poloměru oblouku.
Skutečná hodnota rozchodu se měří rozchodkou.
V místech, kde je třeba po jedné trati vést koleje o více rozchodech, se při nedostatku prostoru může využít kolejová splítka.
Jako normální rozchod je označován tzv. Stephensonův rozchod, který byl v nominální hodnotě odpovídající 1435 mm v Británii uzákoněn jako jednotný roku 1846 a dnes je světově nejrozšířenějším rozchodem.
Stejný rozchod koleje ještě neznamená automaticky přechodnost všech vozidel mezi dvěma systémy. Podstatnou překážkou může být i rozdíl geometrie kolejnic a kol (např. nemožnost jízdy železničního kola po tramvajové žlábkové kolejnici), průjezdného průřezu, únosnosti koleje nebo dalších parametrů.
V některých případech naopak mohou přecházet vozidla mezi dvěma systémy s mírnou odlišností nominálního rozchodu (např. Španělsko/Portugalsko), nebo jsou používána technická řešení umožňující přechod vozidel mezi dvěma rozchody (výměna podvozků či dvojkolí, podvalníky, proměnlivý rozchod dvojkolí, a pod.).

## Použití

### Rozšíření ve světě
Jako normální rozchod se označuje rozchod 1435 mm, používaný zejména na železničních tratích ve střední, jihovýchodní a západní Evropě, Severní Americe, na Blízkém Východě, v Austrálii a v Číně. Ve státech bývalého Sovětského svazu se používá široký rozchod 1520 mm. Na některých tramvajových provozech v Rusku je používán rozchod 1524 mm, který používá mimo jiné i Finsko na klasické železnici. Také v ostatních částech světa je zpravidla pro nějakou ucelenější oblast vždy charakteristický určitý rozchod.
Zvláštní kapitoly tvoří rozchody průmyslových a důlních drah, pozemních lanových drah a modelové železnice.

Poměry mezi nejběžnějšími rozchody kolejí

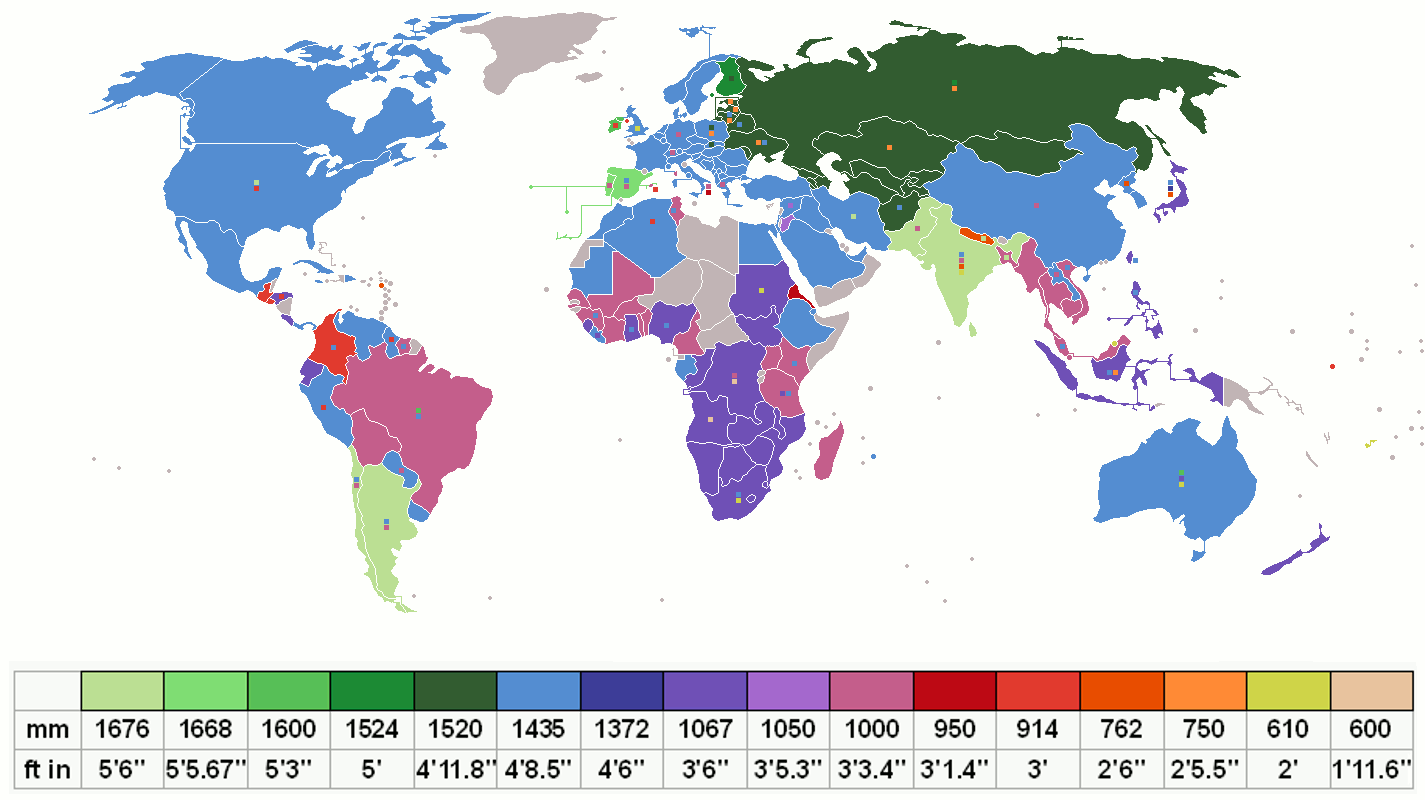
Rozšíření rozchodů kolejí železničních sítí ve světě (další minoritně používané rozchody jsou značeny čtverečky příslušné barvy)

### Česko a střední Evropa
První železnice v Česku byly ve 20. letech 19. století budovány s užším rozchodem: budějovicko-linecká koněspřežka měla rozchod 1106 mm, lánská koněspřežka 1120 mm. Normální rozchod začal být masově využíván zejména se zaváděním parního provozu. Některé tramvajové tratě byly budovány od počátku s normálním rozchodem, avšak zejména v městech se stísněnými poměry byl volen metrový rozchod. Dnes mají v Česku normální rozchod 1435 mm všechny nemuzeální veřejné železniční tratě s výjimkou Jindřichohradeckých místních drah a osoblažské dráhy, které mají tzv. bosenský rozchod 760 mm. Normální rozchod má také pražské metro a všechny dnešní tramvajové sítě v Česku (pouze pro příležitostný provoz historických vozidel byl ponechán původní rozchod 1000 mm na městské trati v Liberci v úseku Lidové sady – vozovna, a to formou tříkolejnicové dvourozchodné splítkové tratě). Metrový rozchod mají obě karlovarské pozemní lanovky, pražská petřínská má od roku 1932 normální rozchod.
Také jinde ve střední Evropě jsou úzké rozchody některých tramvajových či lokálních drah všeobecně reliktem z dob konce 19. a začátku 20. století. V některých městech se proto desítky let provádělo přerozchodování tramvajových sítí (například v Saské Kamenici či Stuttgartu podobně jako v Liberci), někde k tomu naopak vůbec nedošlo (bratislavská tramvajová síť, Tatranské elektrické železnice atd.). V současné době se rozchody kolejí u místních drah stanovují většinou podle rozchodů železničních.
Pro usnadnění transportu zejména železné rudy byly vybudovány širokorozchodné tratě vedoucí ze Sovětského svazu až do hloubi některých sousedních států, kde se jinak používal normální rozchod. V bývalém Československu tak byla vybudována širokorozchodná trať Užhorod – Haniska z hraničního přechodu Užhorod/Maťovce do stanice Haniska pri Košiciach v sousedství Východoslovenských železáren. V Polsku pak byla vybudována podobná, ale mnohem delší trať, Linia Hutnicza Szerokotorowa. Odpadala tím pracná překládka transportované suroviny – železné rudy (či složitá výměna podvozku u plně ložených nákladních vagónů) při dodávkách této suroviny z rudných ložisek v Sovětském svazu, později ze států vzniklých jeho rozpadem.

### Výhody a nevýhody
Výhodou úzkorozchodných drah je zejména možnost menšího poloměru oblouku („ostřejších zatáček“) v náročném terénu nebo stísněných prostorových podmínkách a především výrazně menší náklady na výstavbu i údržbu tratě. Proto byly menší rozchody často voleny u tramvajových, lokálních, lesních a průmyslových drah. Nevýhodou menších rozchodů je obecně menší kapacita a stabilita vozidel, zpravidla menší provozní rychlost. Obecnou nevýhodou různosti rozchodů je menší kompatibilita vozového parku i kolejových dílů.
Různost rozchodů kolejí má i strategický význam. Například po roce 1945 byly na Zakarpatské oblasti přerozchodovány železnice na sovětský rozchod. Výjimkou zůstaly pohraniční úseky Čop–Baťovo–Mukačevo a Baťovo-Korolevo-Ďakovo, tady tratě širokého a normálního rozchodu byly a jsou vedeny souběžně ve směru k překladištím. Státy sousedící s Brazílií budovaly v 19. století v obavě před invazí koleje o jiných rozchodech. Značné dopravní problémy měla i německá armáda při východním tažení do Sovětského svazu během druhé světové války. Tyto problémy byly částečně způsobeny širším rozchodem koleje, dále také nevhodnými rozměry některých druhů těžkých zbraní, které při přepravě vlakem zasahovaly mimo průjezdní profil tratě a znemožňovaly tak souběžný provoz na dvoukolejných tratích (např. těžké tanky typu Tiger I) a vyžadovaly vždy velmi pečlivou přípravu celého transportu.

## Přehled používaných rozchodů kolejí

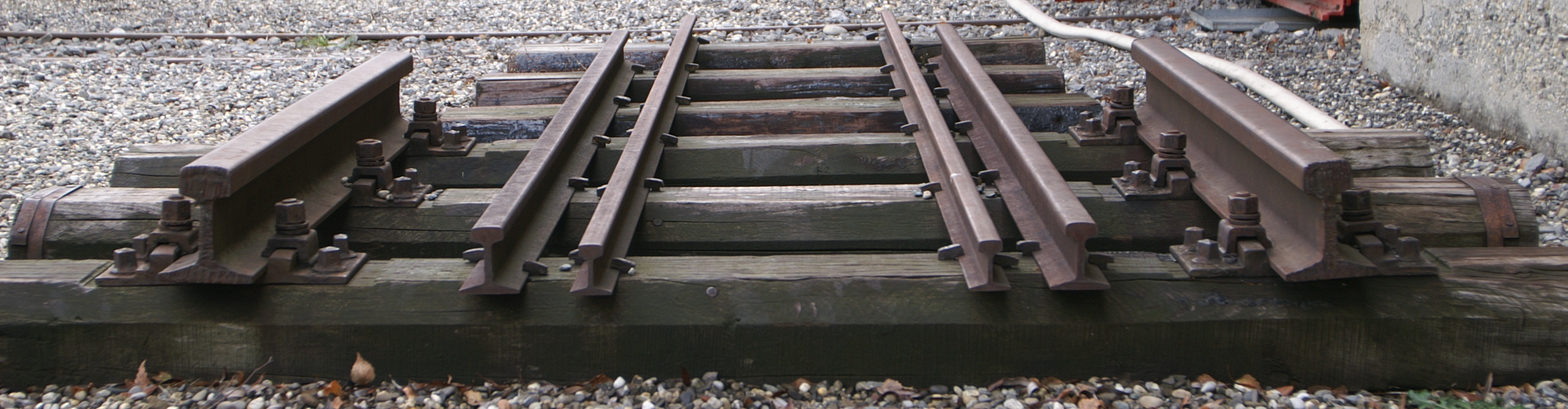
Různé rozchody kolejí

### Široké rozchody
- 3000 mm: neuskutečněná Breitspurbahn (z dob nacistického Německa),
- 2134 mm (7 stop): do roku 1892 rozchod anglické Great Western,
- 2000 mm: Cairngorm Mountain Railway, Skotsko (délka 2 km, v provozu 2001–2018),
- 1829 mm: první železniční trať v carském Rusku
- 1828 mm (6 stop): Erie Railroad do roku 1880
- 1800 mm: Oberweißbacher Bergbahn;
- 1676 mm (5 stop 6 palců): argentinský a indický široký rozchod, Pákistán, Bangladéš, BART v San Franciscu; v literatuře bývá mylně uváděn pro Španělsko;
- 1674 mm (5 kastilských stop): Španělský široký rozchod (též 1672 mm);
- 1668 mm: iberský široký rozchod v současnosti jednotně používaný v Portugalsku a ve Španělsku;
- 1664 mm: portugalský široký rozchod,
- 1600 mm (5 stop 3 palce): široký rozchod v Irsku, na jihovýchodě Brazílie a v Austrálii,
- 1587 mm: tramvaj v New Orleans (USA),
- 1581 mm: Pensylvánský rozchod tramvají ve Filadelfii a Pittsburghu (USA);
- 1524 mm (5 stop): stará jmenovitá hodnota ruského širokého rozchodu, kterou v současnosti na železnici používá pouze Finsko a některé tramvajové systémy z bývalého Sovětského svazu;
- 1520 mm: ruský široký rozchod, současná jmenovitá hodnota od druhé poloviny 20. století, kdy byl rozměr upraven, aby se přiblížil metrickému systému; používaná též v ostatních státech bývalého Sovětského svazu, v Mongolsku a Afghánistánu.

### Normální rozchod
Za normální rozchod je dnes označován rozchod 1435 mm, 4 stopy 8 ½ palce. Je dnes standardem na přibližně 60 % železnic světa, včetně většiny českých. Maximální přípustný rozchod normálněrozchodné koleje v oblouku je 1470 mm.
Byl údajně odvozen z rozteče kol anglických dostavníků. V Anglii byla vzdálenost vnějších hran kol silničních povozů omezena na 5 stop, tj. 1524 mm. Některé železnice zpočátku používaly kolejnice úhelníkového profilu a kola bez okolků (tzv. „plate railway“), takže vozy mohly přecházet mezi silničním a železničním provozem. Britské koněspřežné železnice používaly celou řadu rozchodů, z nichž 1422 mm byl největší. První britské parostrojní měly různé rozchody v rozmezí od 1372 mm (4 stopy 6 palců) až po 2140 mm (7 stop ¼ palce, Brunelův rozchod).
„Stephensonův“ rozchod byl již před Stephensonem použit na koněspřežných železnicích v Durhamu, pocházejících z 18. století. Na nich konal George Stephenson své první pokusy s parními lokomotivami (v roce 1814 Stephenson předvedl první parní lokomotivu a roku 1825 byla uvedena do provozu první veřejná parostrojní trať). Stephenson tento rozchod převzal a intenzivně ho propagoval a hájil, proto se mu dnes říká Stephensonův rozchod. Zpočátku úřední privilegia rozchod nepředpisovala a stanovovala ho jen výjimečně v případech, kdy bylo nutné zajistit napojení na již existující trať. Po intenzivním politickém boji v Británii zákon v roce 1846 stanovil jednotný rozchod 1435 mm, přičemž obsahoval výjimku pro Brunelovu síť o rozchodu 2140 mm. Pro Irsko byl v téže době stanoven jednotný rozchod 1600 mm (5 stop a 3 palce). Stephensonovu rozchodu se v té době říkalo „úzký rozchod“.
Původní Stephensonův rozchod byl pouze 1422 mm (4 stopy 8 palců). Z důvodu nedostatečné vůle mezi kolejnicemi a okolkem, která způsobovala jízdní problémy, byl tento rozchod postupně rozšířen až na 1435 mm, kde se ustálil v polovině 30. let 19. (20.?) století.
Roellova encyklopedie uváděla a často bylo citováno, že původní Stephensonův rozchod byl 1372 mm (4 stopy 6 palců, tedy 4 a půl stopy) a byl zvětšen o 2 a půl palce kvůli umístění válců uvnitř rámu lokomotiv. Tato domněnka je považována za vyvrácenou. Rozchod 1372 mm se sice používal na koněspřežných i parostrojních železnicích ve Skotsku, ale nezávisle na Stephensonovi, a první lokomotivy s vnitřními válci se začaly používat až léta poté, co Stephenson používal rozchod 1422 mm.
Vlivem času však docházelo k nahromadění chyb měření, takže se nesprávná míra stala standardem. Do skupiny normálního rozchodu se zařazují i některé nepříliš odlišné rozchody:
- 1458 mm: Německo – tramvajová doprava v Lipsku,
- 1450 mm: Německo – tramvajová síť v Drážďanech,
- 1445 mm: Itálie – tramvaje v Miláně, Římě a Turíně, metro v Madridu
- 1440 mm: Německo – tramvajová síť v Rostocku (1973–1978 přechod na normální rozchod),
- 1435 mm normální rozchod: v Evropě (kromě zemí bývalého SSSR, Finska, Španělska, Portugalska a Irska), na Blízkém Východě, v Číně, severní Africe, Severní Americe a Austrálii v Novém Jižním Walesu, v Japonsku pro tratě Šinkansen a u transkontinentálních železnic,
- 1372 mm: Skotský rozchod původně užívaný jen ve Skotsku. Dnes se užívá v Japonsku – některé dráhy, metro a tramvaje.

### Úzké rozchody
- 1219 mm (4 stopy): Glasgowská podzemní dráha – Skotsko,
- 1200 mm: Švýcarsko – dráha Rheineck–Walzenhausen u Bodamského jezera,
- 1106 mm (3,5 rakouské stopy): Koněspřežná dráha České Budějovice – Linec – Gmunden a uhelné dráhy v Hausrucku,
- 1100 mm: Německo – tramvaj v Braunschweigu a v Brazílii – Rio de Janeiro, ex Lübeck a Kiel,
- 1067 mm kapský rozchod (3,5 stopy): rozšířený na jihu Afriky, v Japonsku, Austrálii a na Novém Zélandu, tramvajová doprava v Tallinnu,
- 1050 mm: Hidžázská dráha v Sýrii, Jordánsku a původně též v Saúdské Arábii,
- 1009 mm: tramvaj v Sofii,[2]
- 1000 mm metrový rozchod: základní rozchod železnic například v Keni a dalších středoafrických zemích, rozsáhlá železniční síť v Indii a v Brazílii; velmi rozšířený rozchod úzkorozchodných drah a tramvají v Německu, dnes již zrušené tramvajové provozy v dřívějších německojazyčných oblastech Česka, Švýcarsku, Španělsku a Portugalsku, tramvaj v Bratislavě, Tatranské elektrické železnice, pozemní lanová dráha Starý Smokovec – Hrebienok[pozn. 1][3],
- 991 mm (3 stopy 3 palce): země Commonwealthu,
- 950 mm: Itálie – italský „standardní“ úzký rozchod, též Eritrea – bývalá italská kolonie,
- 925 mm: dříve tramvaje v Saské Kamenici,
- 915 mm: Peru,
- 914 mm (3 stopy): Nový Zéland, Ostrov Man, Kuba, Denver & Rio Grande Western v USA,
- 900 mm: Důlní dráha v Sokolově (zrušena 2004)[4], německá úzkokolejka Molli mezi Bad Doberan a Kühlungsbornem, ve světě tramvaje a průmyslové dráhy,
- 891 mm (3 švédské stopy): Švédsko,
- 880 mm: průmyslová dráha Sundland Torvströfabrikk v Norsku
- 838 mm (2 stopy 9 palců): země Commonwealthu,
- 800 mm: horské dráhy ve Švýcarsku – například Wengernalpbahn,
- 791 mm: úzkokolejky v Dánsku,
- 785 mm: úzkokolejky v Polsku a východní Evropě,
- 762 mm (2 1/2 stopy): úzkokolejky v Indii, na Kubě a v Austrálii; v Jižní Africe přestavěny na kapský rozchod,
- 760 mm – bosenský rozchod: úzkokolejky v Bosně, Indii, na Kubě a v zemích bývalého Rakouska-Uherska, v Česku a na Slovensku např. JHMD, osoblažka, TREŽ, ČHŽ,
- 750 mm – saský rozchod: velmi rozšířený rozchod v Německu (např. Fichtelbergbahn) a zemích bývalého Sovětského svazu; vojenské a průmyslové dráhy v Argentině,
- 700 mm: vojenské a průmyslové dráhy v celém světě,
- 693 mm: Švédsko – průmyslová dráha u Kvarnsvedens Pappersbruk,
- 686 mm (2 stopy 3 palce): Anglie,
- 650 mm: Maroko.

### Rozchody průmyslových a polních drah
- 610 mm (2 stopy): úzkokolejky ve Walesu, Indii, Jižní Africe, průmyslové a vojenské dráhy po celém světě,
- 600 mm: Švédsko, Prusko, Wales, Namibie (po 2. světové válce přestavěno na 1067 mm), Mladějovská průmyslová dráha, polní, průmyslové a vojenské dráhy po celém světě,
- 565 mm: bývalá průmyslová malodráha Spolku pro chemickou a hutní výrobu v Ústí nad Labem[5],
- 559 mm (1 stopa 10 palců): Irsko – bývalá drážka pivovaru Guinness v Dublinu,
- 520 mm: Švédsko – průmyslová dráha u Sandvikens Järnverk,
- 500 mm: vojenské a průmyslové dráhy po celém světě,
- 457 mm: Anglie – průmyslová drážka v Crewe,
- 450 mm: drážka Kyselka – přeprava minerálky,
- 381 mm (15 palců): Romney, Hythe and Dymchurch Railway (Anglie), parkové železnice v Německu,
- 311 mm (12 a čtvrt palce): turistická drážka Fairbourne Railway v severním Walesu (od přestavby roku 1986)[6],
- 260 mm Isle of Mull Railway [7]– Skotsko,
- 241 mm parkové železnice v Cichowo – Polsko, Katzensee k. Zurichu, Luzern–Švýcarsko.

### Rozchod modelové železnice
Rozchody modelových železnice odpovídají přibližně standardnímu rozchodu v daném měřítku. Nejběžnější typizované rozchody modelových železnic jsou od 6,5 mm do 64 mm, viz rozchody modelové železnice.

### Rozchod jeřábové dráhy
U jeřábových drah se měří rozchod jako vzdálenost mezi svislými osami kolejnic obou větví jeřábové dráhy (ČSN 73 5130 Jeřábové dráhy). Portálové jeřáby mohou mít rozchod desítky metrů, někdy i přes 100 metrů. Běžné věžové jeřáby mají rozchod koleje jeřábové dráhy kolem 5 metrů (např. 4,6 m, 5 m, 6 m).